# جاستین دوناوا
جاستین دوناوا (انگلیسی: Justin Donawa؛ زادهٔ ۲۷ ژوئن ۱۹۹۶ بازیکن فوتبال اهل برمودا است.
از باشگاه‌هایی که در آن بازی کرده‌است می‌توان به اشاره کرد.